# Auvilliers-en-Gâtinais
Auvilliers-en-Gâtinais är en kommun i departementet Loiret i regionen Centre-Val de Loire strax norr Frankrikes mitt. Kommunen ligger i kantonen Bellegarde som tillhör arrondissementet Montargis. År 2022 hade Auvilliers-en-Gâtinais 335 invånare.

## Befolkningsutveckling
Antalet invånare i kommunen Auvilliers-en-Gâtinais
| Referens: INSEE |